# Joaquín Weiss
Joaquín Emilio Weiss y Sánchez (La Habana, 24 de agosto de 1894-ibidem, 6 de noviembre de 1968) fue un arquitecto racionalista cubano.

## Trayectoria
Estudió en la Universidad Cornell en Ithaca (Nueva York), donde se tituló en 1916. Trabajó durante dos años en la firma neoyorquina Walker & Gillete, hasta que regresó a su país, donde revalidó su título en la Universidad de La Habana en 1918. Con Carlos Maruri fundó el estudio Maruri y Weiss, hasta que se estableció en solitario. Entre sus obras cabe resaltar la Biblioteca Central de la Universidad de La Habana (1937), exponente de un racionalismo ecléctico.
Fue profesor de Historia de la Arquitectura en la Universidad de La Habana (1930-1962), materia de la que escribió el primer libro de texto en Cuba. Fue también presidente del Colegio de Arquitectos y miembro de la Academia de Artes y Letras, de la Junta Nacional de Arqueología y Etnología y de la Comisión Nacional de Monumentos.
Fue un estudioso de la arquitectura colonial cubana, que compiló en su libro La arquitectura colonial cubana (1936). Otros libros suyos fueron: Arquitectura cubana contemporánea (1947), Medio siglo de arquitectura cubana (1950), La arquitectura cubana del siglo XIX (1960), Portadas coloniales de La Habana (1963) y Techos coloniales cubanos (1978).